# NGC 783
NGC 783 (również IC 1765, PGC 7657 lub UGC 1497) – galaktyka spiralna (Sc), znajdująca się w gwiazdozbiorze Trójkąta. Odkrył ją Édouard Jean-Marie Stephan 22 września 1871 roku.
W galaktyce tej zaobserwowano supernową SN 2004fz.